# Collingsworth megye
Collingsworth megye az Amerikai Egyesült Államokban, azon belül Texas államban található. Megyeszékhelye és legnagyobb városa Wellington. Lakosainak száma 2652 fő (2020. április 1.). Collingsworth megye Wheeler, Beckham, Harmon, Childress, Hall, Donley és Gray megyékkel határos.

## Népesség
A megye népességének változása:
| Lakosok száma | 3051 | 3092 | 3022 | 3099 | 3044 | 2987 | 2652 |
|               | 2010 | 2011 | 2012 | 2013 | 2015 | 2017 | 2020 |